# یوشیتاکا نیشیمورا
یوشیتاکا نیشیمورا (انگلیسی: Yoshitaka Nishimura; ۹ فوریهٔ ۱۹۷۹ – ) دی‌جی، و آهنگساز اهل ژاپن بود.